# Wismut Objekt 06/15/49
Das Objekt 06 war ein Gewinnungsobjekt auf Uran und als selbständige Struktureinheit innerhalb der Wismut AG direkt der Hauptverwaltung unterstellt. Das Tätigkeitsgebiet des Objektes umfasste die Steinkohlenlagerstätte des Döhlener Beckens, sowie die Lagerstätten Niederpöbel, Bärenhecke und Johnsbach.

## Verwaltungstechnische Entwicklung
Im Juni 1947 begann die sowjetische Geologin Sinaida Alexandrowna Nekrassowa mit einem sowjetischen und zwei deutschen Mitarbeitern unter der Bezeichnung Objekt 25 mit der Revision aller Braun- und Steinkohlenvorkommen in der SBZ auf Uranführung. Unterstellt war das Objekt der Geologischen Erkundungsabteilung (russisch геолого разведочный отдел) in Aue. Bis zum 27. Juli 1947 wurden die Halden und untertägigen Auffahrungen im Revier Zwickau-Oelsnitz untersucht und die Arbeiten ergebnislos eingestellt. Im Anschluss wurde die Untersuchung der Steinkohlenlagerstätte Döhlener Becken begonnen. Ende Juli konnten erste positive Ergebnisse vorgelegt werden, was zu einer personellen und technischen Aufstockung der Gruppe führte. Am 14. August 1947 wurde die Gruppe in eine Produktions- und Erkundungsabteilung umbenannt. Ab August 1947 wurde das Untere Revier von der Militäreinheit Feldpostnummer 27 304 pachtweise übernommen. Im September 1947 wurden für das Untere Revier 13.279 kg Uran ausgewiesen und das Objekt 25 (nicht zu verwechseln mit dem am 25. Januar 1950 für das Vogtland gegründeten Objekt 25) in das Exploitationsobjekt 06 überführt. In der Folge wurde ein Teil der Schächte und Schürfe in die Wismut-Schachtnummerierung einbezogen. Ab Oktober 1947 wurde der Oppelschacht 3 pachtweise übernommen und als Schacht 94 geführt. Die Sucharbeiten wurden auch auf den Königin-Carola-Schacht und auf den Schacht Niederhermsdorf ausgedehnt.
1948 wurde auch mit der Untersuchung des Reviers Gittersee II (Heidenschanze) begonnen. Noch im selben Jahr wurde hier der Abbau von Erzkohle aufgenommen. In die Untersuchung einbezogen wurde auch die Kohlsdorf-Pesterwitzer Nebenmulde. Es wurden 78 Tiefbohrungen niedergebracht, davon 50 im Grubenfeld Heidenschanze und 7 in der Kohlsdorf-Pesterwitzer Nebenmulde. Die Untersuchungen im Revier links der Weißeritz wurden ergebnislos eingestellt und der Oppelschacht Ende Juni 1948 wieder an das Steinkohlenwerk Freital zurückgegeben.
Im März 1949 wurden die im Unteren Revier genutzten Schächte nach dem Abbau vererzter Partien an den VEB Steinkohlenwerk Freital zurückgegeben. Die Arbeiten in der Kohlsdorf-Pesterwitzer Nebenmulde wurden ergebnislos eingestellt und die Schächte abgeworfen. In der Bohrerkundung wurden 1949 nur noch sechs Bohrungen niedergebracht. Im Grubenfeld Heidenschanze begann die Teufe von Schacht 8 (Wismut-Schacht 269).
Ab dem 1. Januar 1950 übernahm das Objekt 06 das Revier Zobes und die Schachtanlagen wurden dem Objekt 15 (Freiberg) zugeordnet.
Am 1. April 1951 wurde das Revier Heidenschanze aus dem Objekt 15 herausgelöst und dem Aufbereitungsobjekt 96 zugeordnet. Zum Objekt 96 gehörten die Döhlener Wäsche als Fabrik 93 und die Fabrik 95 Coschütz/Gittersee. In diesem Jahr startete auch ein neues Bohrprogramm. Im Bereich Gittersee I wurden zwischen Heidenschanze und Meiselschacht 46 Tiefbohrungen niedergebracht.
Mitte 1952 wurden die Schachtverwaltungen 269 (Heidenschanze), 209 (Bärenhecke) und 196 (Johnsbach) unter der Bezeichnung Objekt 49 zusammengefasst.
Im Grubenfeld Gittersee wurden im Juni 1952 die durch den VEB Steinkohlenwerk Freital im Abteufen befindliche Schächte 1 und 2, als Schacht 358 und Schacht 358bis übernommen. In Freital-Burgk wurde mit der Teufe des Schachtes 3 (Schacht 360) und im Bereich der Heidenschanze mit der Teufe des Schachtes 4 (Schacht 361) begonnen. In der Leisnitz wurde eine Tagesstrecke unter der Bezeichnung Schacht 5 (Schacht 361bis) aufgefahren. Mit 75 Tiefbohrungen wurde neben der weiteren Erkundung des Feldes Gittersee I, am Ostrand der Lagerstätte zwischen Boderitz und Rippien die Ausdehnung des 5. Flözes untersucht.
1953 wurde das Bohrprogramm intensiviert. Es umfasste 185 Bohrungen. Davon wurden 98 zur Untersuchung des Grubenfeldes Bannewitz niedergebracht. Der Rest verteilte sich auf Gittersee I und das Untere Revier bis zum Augustusschacht. Die Vorratsberechnung für die gesamte Lagerstätte ergab am 1. Oktober 1953 einen Vorrat von 3.620 t Uran.
Zum Jahresende 1954 wurde der Abbau von Erzkohle im Revier Heidenschanze eingestellt. Das Bohrprogramm wurde mit weiteren 102 Bohrungen abgeschlossen. 80 davon dienten der Detailerkundung des Grubenfeldes Gittersee I. Im November 1954 wurden die Arbeiten der Schachtverwaltungen 196 und 209 eingestellt.
Ungelöste Probleme in der Aufbereitung der Erzkohle und die Entdeckung der Lagerstätte Ronneburg veranlassten die SDAG Wismut dazu, das Revier aufzugeben. Zum 31. Dezember 1955 wurden alle Arbeiten eingestellt und die Schachtanlagen dem VEB Steinkohlenwerk Freital übergeben. Der Wert der Anlagen wurde mit 31,1 Mio. Deutsche Mark (DM) ausgewiesen.
Am 24. Februar 1956 wurde zwischen beiden Betrieben vereinbart, dass die Erzkohle separat gewonnen und an die SDAG Wismut geliefert wird. Dafür wurden ein Steiger, drei Radiometristen und eine Frau in der RKS (Radiometrische Kontrollstation) abgestellt. Nach zwei Jahren wurden die Kontrollen eingestellt und die Lieferung von Erzkohle beendet.

### Schächte, Schürfe und Tagesstrecken
Schächte, Schürfe und Tagesstrecken mit Wismutschachtnummern
| Revier                            | Wismut- Schachtnummer | Revierinterne Nummer     | Rasensohle m NN | angeschlagene Sohlen     | Gesamtteufe in m | Lage |
| --------------------------------- | --------------------- | ------------------------ | --------------- | ------------------------ | ---------------- | ---- |
| Kohlsdorf-Pesterwitzer Nebenmulde | 96bis                 | Schacht 4                | + 207,60        | 1., 2.                   | 31,70            | Lage |
| Kohlsdorf-Pesterwitzer Nebenmulde | 96                    | Schacht 5                | + 225,50        | 2.                       | 46,50            | Lage |
| Zauckerode                        | 94                    | Oppel-Schacht 3          | + 188,76        | Füllort bei + 93,70 m NN | 105,00           | Lage |
| Unters Revier                     | 92                    | Schacht 1                | + 190,60        | Burgker Weißeritzstolln  | 26,20            | Lage |
| Unteres Revier                    | 93                    | Schacht 2                | + 179,42        | 1.                       | 90,80            | Lage |
| Heidenschanze                     | 361                   | Schacht 4                | + 183,35        | 5 ½., 7.                 | 192,30           | Lage |
| Heidenschanze                     | 269                   | Schacht 8                | + 200,38        | 4., 5., 7., 8., 9.       | 269,34           | Lage |
| Heidenschanze                     | 193                   | Schurf 40                | + 207,17        | 0.                       | 24,50            | Lage |
| Heidenschanze                     | 195                   | Schurf 50                | + 201,07        | 1.                       | 33,42            | Lage |
| Heidenschanze                     | 192                   | Schurf 60                | + 187,02        | 2.                       | 43,30            | Lage |
| Heidenschanze                     | 194                   | Wetterschacht            | + 178,34        | 1.                       | 12,34            | Lage |
| Heidenschanze                     | 95                    | Fallort 200              | + 183,28        | 1.                       | 22,50            | Lage |
| Heidenschanze                     | 112                   | Fallort 300              | + 181,42        | 4.                       | 55,87            | Lage |
| Gittersee                         | 358                   | Schacht 1                | + 273,28        | 1., 2.                   | 238,00           | Lage |
| Gittersee                         | 358bis                | Schacht 2                | + 273,38        | 1., 2.                   | 231,60           | Lage |
| Gittersee                         | 360                   | Schacht 3                | + 250,74        | 1., 2.                   | 165,72           | Lage |
| Gittersee                         | 361bis                | Schacht 5 (Tagesstrecke) | + 215,30        |                          | 54,60            | Lage |

Schürfe und Tagesstrecken
| Revier         | Revierinterne Nummer        | Rasensohle m NN | angeschlagene Sohlen  | Gesamtteufe in m | Lage |
| -------------- | --------------------------- | --------------- | --------------------- | ---------------- | ---- |
| Unteres Revier | Schacht 3                   | +210,80         |                       | 18,40            | Lage |
| Unteres Revier | Bremsberg 203               | + 206,03        |                       | 60,00            | Lage |
| Unteres Revier | Tagesstrecke 211            | + 192,80        |                       | 2,90             | Lage |
| Unteres Revier | Tagesstrecke Unteres Revier | + 190,00        |                       |                  | Lage |
| Unteres Revier | Tagesstrecke Oberes Revier  | + 192,00        |                       |                  | Lage |
| Heidenschanze  | Schurf 84                   | + 191,70        | 1.                    | 25,48            | Lage |
| Heidenschanze  | Schurf 85                   | + 181,75        | 1.                    | 15,54            | Lage |
| Heidenschanze  | Wetterschurf                | + 199,75        | 2.                    | 45,47            | Lage |
| Heidenschanze  | Blindschacht                | + 30,00         | 6., 7.                | 22,80            | Lage |
| Heidenschanze  | Claus-Schacht               | + 194,20        | 1. (Claus-Stolln), 5. | 128,50           | Lage |
| Heidenschanze  | Coschützer Tagschacht       | + 200,65        | Pietzsch Stolln       | 47,65            | Lage |
| Heidenschanze  | Fallort 350                 | + 192,60        | 2.                    | 45,00            | Lage |

## Technische Ausstattung und Haldenwirtschaft
Die Schachtkonstruktionen waren einfache Holzfördergerüste. Die Schürfe 40, 84 und 85 verfügte über ein Fördergestell, in dem ein Hunt befördert werden konnte. Die Schürfe 50 und 60 sowie der Oppelschacht, der Schacht 2 Unteres Revier und die Schächte 3, 4 und 8 besaßen eine Gestellförderung mit 2 Gestellen und je einem Hunt im Fördergestell. Über die Fördermaschinen der Schächte im Unteren Revier und im Revier Heidenschanze, sowie vom Oppelschacht ist nichts bekannt. Auch der Schacht 3 in Gittersee besaß wie die Schächte und Schürfe im Revier Heidenschanze ein Holzfördergerüst. Gefördert wurde mit einer Fördermaschine FW 13 mit einer Fördergeschwindigkeit von 3,25 Meter/Sekunde und zwei Fördergestellen mit je einem Hunt im Gestell. Die Schächte 1 und 2 in Gittersee erhielten dagegen schon moderne Stahlfördergerüste in der Bauart Strebgerüst. Beide Schächte verfügten über Trommelfördermaschinen des Typs FW 3000 vom VEB Schwermaschinenbau NOBAS Nordhausen mit einer Fördergeschwindigkeit von 5,07 Meter/Sekunde. Gefördert wurde mit je zwei zweietagigen Fördergestellen mit je zwei Hunten im Fördergestell.
Zum Einsatz kamen in der horizontalen Förderung Hunte mit einem Fassungsvermögen von 0,60 m3. Die Spurweite betrug im Unteren Revier und im Revier Heidenschanze analog zum Zauckeroder Revier 560 mm. Im Schacht 4 und im Revier Gittersee wurde die für die Wismut typische Spurweite von 600 mm verwendet.
Die Zugmittel bei der Förderung beschränkte sich auf einige wenige Akkuloks. Im Oppelschacht kam eine EGS Karlik zum Einsatz. Über den Einsatzbeginn ist nichts bekannt. Im Unteren Revier kamen keine Loks zum Einsatz. Im Revier Heidenschanze kam anfänglich eine EGS Karlik ab der 3. Sohle zum Einsatz. Mit dem tiefergehen der Abbaue wurde eine weitere Karlik und eine Metallist eingesetzt.
Zur Förderung der Kohle aus dem Streb wurden Schüttelrutschen eingesetzt.
Die Bewetterung des Grubengebäudes erfolgte saugend. Einziehend waren der Wetterschurf im Bereich der Pietzschächte, der Schurf 60 und der Schacht 8. Ausziehend Schacht 4 und Fallort 300. Der ausziehende Wetterstrom betrug 532 m3/h.
Die bei Vortrieb, Ausrichtung und Abbau anfallenden Bergemassen wurden als flache Schüttungen im gesamten Bereich des Collm, insbesondere an den Abhängen abgelagert. Auch am Schacht 2 Unteres Revier wurden die Bergemassen als Hangschüttung Richtung des Stadions abgelagert. Terrakonikhalden gab es am Schacht 1 Unteres Revier, an den Schürfen 50 und 60, am Schacht 8 und am Schacht 3 Gittersee sowie am Schacht 5 in der Kohlsdorf-Pesterwitzer Nebenmulde. Der dort befindliche Schacht 4 hatte eine flache Halde.

## Lagerstätte Döhlener Becken

### Geologie
Das Döhlener Becken ist eine parallel zur NW-SO verlaufenden Elbtalzone liegende Senke. Die Längserstreckung beträgt 25 km und die Breite 7 km. Die Beckenfüllung wird in vier Formationen unterteilt. Die älteste Formation ist die Unkersdorf-Formation. Darauf folgen die Döhlen-Formation, die Niederhäslich-Formation und die Bannewitz-Formation. Die Schichten des Beckens sind durch längs der Beckenrichtung streichende Verwerfungen teilweise erheblich herausgehoben oder abgesunken. Im „Roten Ochsen“, der Hauptverwerfung des Beckens, treten Sprunghöhen bis 360 Meter auf. In der südlich davon streichenden Beckerschachtverwerfung beträgt die Sprunghöhe bis 80 Meter. Die am Südrand des Beckens streichende Carolaschachtverwerfung erreicht Sprunghöhen bis zu 70 Meter.
Die im Sakmarium des Unterrotliegenden entstandene bis zu 120 Meter mächtige Döhlen-Formation erstreckt sich auf einer Länge von 15 km und einer Breite von 3,5 km. Die in die Formation eingeschalteten bis zu 7 Steinkohlenflöze waren das Ziel des 450 Jahre währenden Bergbaus. Interessant für den Steinkohlenbergbau war aber nur das bis 12 Meter mächtige 1. Flöz. In Notzeiten wurde auch das 3. und das 5. Flöz sporadisch bebaut. Der zwischen 1947 und 1990 im Becken umgehende Bergbau auf Uran erfasste nur den rechts der Weißeritz liegenden Beckenteil. Links der Weißeritz war keine bauwürdige Vererzung nachweisbar. Abgebaut wurden vererzte Partien des 1., 3. und 5. Flözes. Die abgebauten Mächtigkeiten betrugen im Revier Heidenschanze im 1. Flöz 1,60–3,60 Meter, im 3. und 4. Flöz, das als ein Paket abgebaut wurde, 1,70–2,30 Meter und im 5. Flöz 1,50–2,00 Meter. In die im Artinskium des Unterrotliegenden vor 288 Millionen Jahren entstandene Niederhäslich-Formation ist ein als Schweinsdorfer Flöz bezeichnetes Brandschieferflöz eingeschaltet. Das sich von Niederhäslich über Hainsberg bis Zauckerode erstreckende Flöz war zwischen Schweinsdorf und dem Edelstahlwerk Freital auf einer Länge von 1,3 km und einer Breite von maximal 800 Metern mit Uran vererzt.

### Historischer Bergbau
Der erste Nachweis über den Steinkohlenbergbau datiert aus dem Jahr 1540. Herzog Moritz von Sachsen erteilte seinem Münzmeister Hans Biener 1542 das Recht, auf jeglichem Grundeigentum zwischen Plauen und Tharandt nach Steinkohlen zu graben. Bis fast zum Anfang des 19. Jahrhunderts beschränkte sich der Bergbau auf kleine Schächte am Ausgehenden der Flöze. Die ersten beiden Tiefbauschächte gab es 1780. Es gab eine Vielzahl von Einzelunternehmern, aber auch Gesellschaften, die mit wechselndem Erfolg den Bergbau auf Steinkohle betrieben. Immer wieder scheiterte man an den mit der Teufe stark zunehmenden Wasserzuflüssen. Erst mit der Auffahrung tiefer Stolln, so des Tiefen Weißeritzstollns ab 1800 links der Weißeritz sowie des Potschappler Stollns ab 1747 und des Burgker Weißeritzstollns ab 1776 rechts der Weißeritz trat eine Besserung ein. Während links der Weißeritz ab 1806 mit dem Königlichen Steinkohlenwerk Zauckerode nur noch ein großes Unternehmen im Revier ansässig war, gab es rechts der Weißeritz vier größere und zwei kleine Bergbauunternehmen.
| Gesellschaft                                               | Jahr der Gründung | Jahr der Einstellung | Ortschaft                                            | Schächte |
| ---------------------------------------------------------- | ----------------- | -------------------- | ---------------------------------------------------- | --- |
| Freiherrlich von Burgker Steinkohlen- und Eisenhüttenwerke | 1819              | 1946                 | Freital Großburgk Kleinburgk Kleinnaundorf Bannewitz | Bergerschacht Bormannschacht Wilhelminenschacht Erdmannschacht Fortunaschacht Augustuschacht Schacht Neue Hoffnung Segen Gottes Schacht Glück Auf Schacht Marienschacht |
| Gitterseer Steinkohlenbauverein                            | 1836              | 1859                 | Gittersee Coschütz                                   | Moritzschacht Emmaschacht Meiselschacht |
| Potschappler Aktienverein                                  | 1836              | 1881                 | Potschappel Kleinburgk                               | Friedrich August Schacht Erdmuthenschacht Gustavschacht Reiboldschacht Windbergschacht                                                                                  |
| Hänichener Steinkohlenbauverein                            | 1846              | 1906                 | Hänichen Neuwelschhufe Rippien                       | Beckerschacht Berglustschacht Beharrlichkeitsschacht |
| Dresden-Possendorfer Aktienverein                          | 1858              | 1869                 | Possendorf                                           | Hermannschacht |
| Golberoder-Dippoldiswalder Aktienverein                    | 1857              | 1862                 | Golberode                                            | Dippoldschacht |

Der Golberoder-Dippoldiswalder Aktienverein baute am östlichsten Ausläufer der kohleführenden Schichten und musste den Betrieb aufgrund der Unbauwürdigkeit der angetroffenen Kohle einstellen. Der westlich davon bauende Dresden-Possendorfer Aktienverein hatte dieselben geologischen Probleme und stellte den Abbau nach kurzer Zeit wieder ein. Der Potschappler Aktienverein, der Hänichener Steinkohlenbauverein und der Gitterseer Steinkohlenbauverein stellten den Betrieb nach der Erschöpfung der gewinnbaren Steinkohlenvorräte ein. Die Freiherrlich von Burgker Steinkohlen- und Eisenhüttenwerke stellten die Kohleförderung aufgrund der sich immer weiter verschlechternden geologischen Bedingungen 1930 ein. Das Unternehmen bestand noch bis 1946 und betrieb im Gelände des Glückauf-Schachtes die dortige Brikettfabrik. In den Königlichen Steinkohlenwerken Zauckerode sollte der Betrieb wegen Erschöpfung der wirtschaftlich gewinnbaren Kohlevorräte Mitte der 1930er-Jahre eingestellt werden. Die Autarkiebestrebungen des Deutschen Reiches und der Kohlemangel der DDR nach dem Zweiten Weltkrieg führten zur Förderung eigentlich nicht wirtschaftlich gewinnbarer Kohlevorräte und endete 1967. Von 1868 bis 1930 wurden im Revier rechts der Weißeritz ca. 17,5 Millionen Tonnen und zwischen 1946 und 1967 ca. 1,2 Millionen Tonnen Kohle gefördert. Die Restvorräte betragen 136.000 Tonnen. Im Revier links der Weißeritz belief sich die Förderung zwischen 1806 und 1945 auf ca. 22,0 Millionen Tonnen und zwischen 1945 und 1959 auf ca. 1,3 Millionen Tonnen Kohle. Restvorräte sind keine ausgewiesen.

### Kohlsdorf Pesterwitzer Nebenmulde

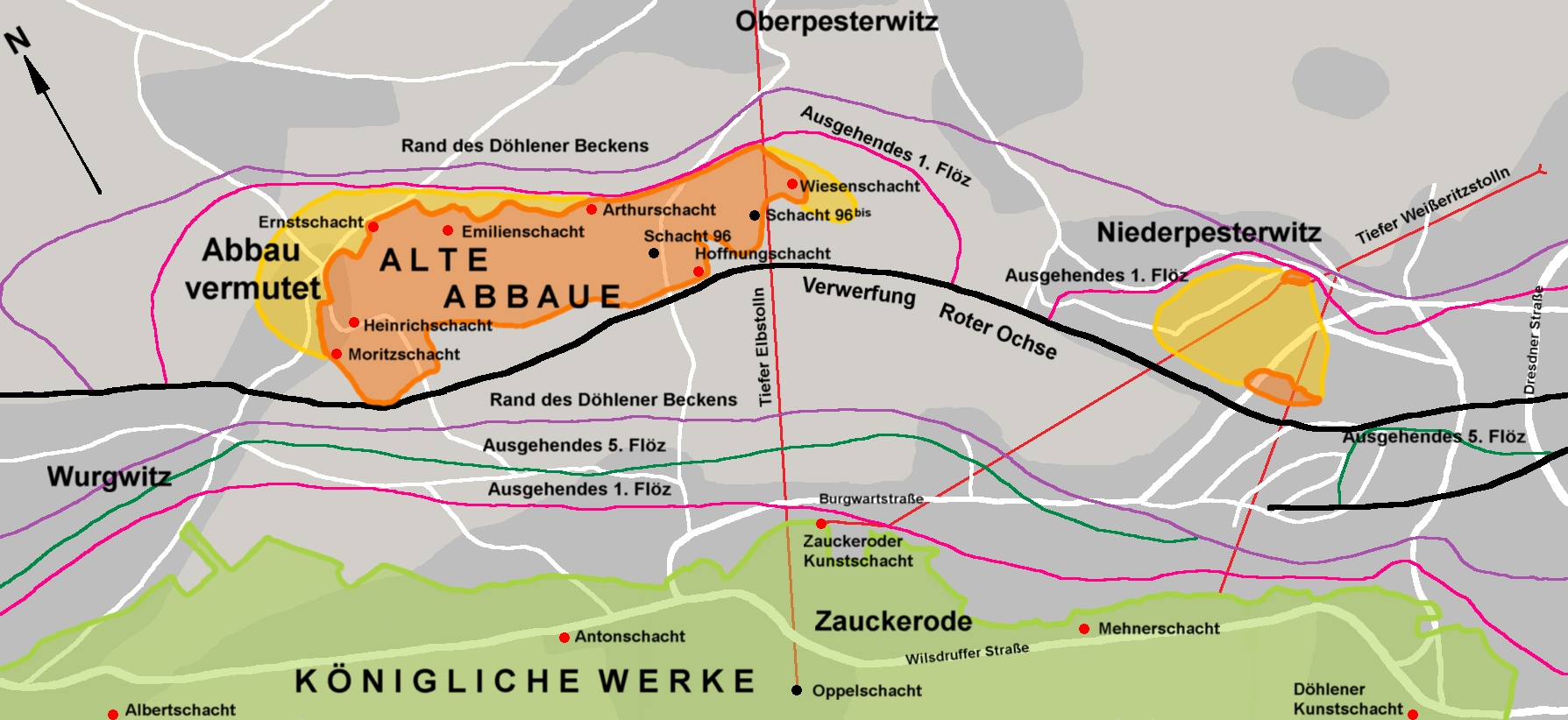
Kohlsdorf-Pesterwitzer Nebenmulde mit Kohlefeldern

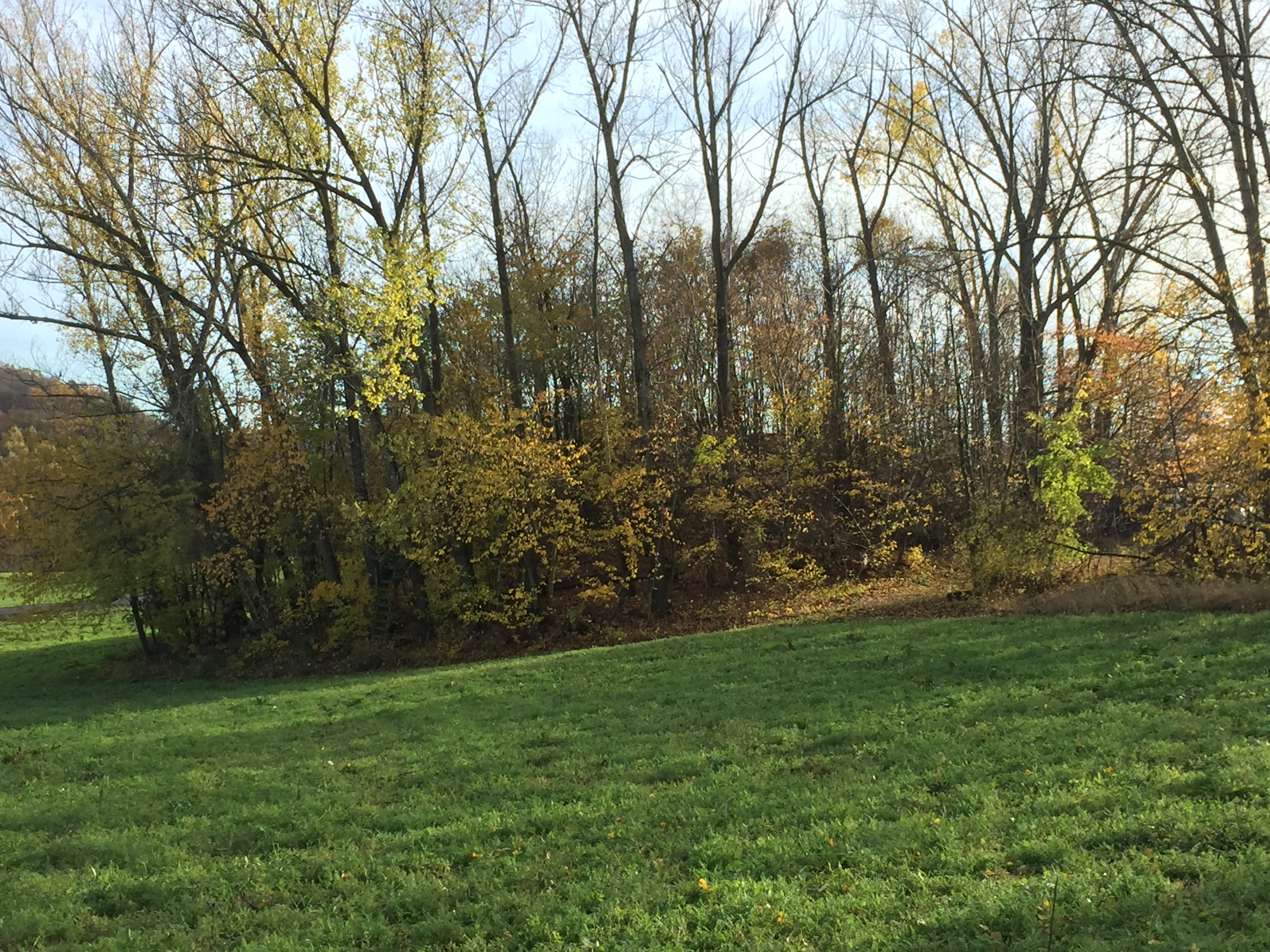
Terrakonikhalde des Schachtes 5 (96)

Die Mulde erstreckt sich zwischen Potschappel und Wurgwitz am Nordrand des Döhlener Beckens. Es handelt sich um eine NW-SO erstreckende ca. 2500 Meter lange und zwischen 150 und 450 Meter breite Nebenmulde. Am Südrand ist die Mulde gegenüber der Hauptmulde durch die Verwerfung des Roten Ochsen abgeschnitten. Am Nordrand streichen die Flöze nach über Tage aus. Der Beginn des Bergbaus datiert hier in das 16. Jahrhundert.
Das 1. Flöz hat eine Mächtigkeit von max. 12 Metern. Die durchschnittliche Mächtigkeit beträgt etwa acht Meter. Zwischen Oberpesterwitz und Niederpesterwitz fehlt das 1. Flöz durch Abtragung. In der übrigen Mulde liegt das Flöz max. 40 Meter tief. Die durchschnittlichen Mächtigkeiten betragen beim 2. Flöz ein Meter, beim 3. Flöz 2,50 Meter und beim 5. Flöz 0,90 Meter.
Schon 1940 begann man Voruntersuchungen mit dem Ziel, Restpfeiler in der Nebenmulde abzubauen. 1945 versuchte dann das Steinkohlenwerk Freital, auf Grund des Kohlenmangels eventuell stehen gebliebene Restpfeiler im 1. Flöz abzubauen. Die Sucharbeiten trafen aber nur auf nicht bauwürdige Kleinstpfeiler.
1946 wurden der Schurfschacht 1 auf das bei 12,50 Meter Teufe angetroffene 3,50 Meter mächtige 1. Flöz geteuft. Die Arbeiten wurden aufgrund der schlechten Qualität der Kohle eingestellt. Die Wismut AG übernahm den abgeworfenen, aber noch nicht verwahrten Schurfschacht als Schacht 4 und teufte ihn auf 31,70 Meter bis in das 5. Flöz. 350 Meter westlich vom Schacht 4 wurde der Schacht 5 angesetzt und auf 46,60 Meter geteuft. Das 1. Flöz hatte hier eine Mächtigkeit von 2,30 Metern. Nach der Gründung des Objektes 06 wurden die Schächte in die Wismutnummerierung einbezogen. Schacht 5 (Schacht 96) und Schacht 4 (Schacht 96bis). Untersucht wurden das 3., das 4. und das 5. Flöz. In allen drei Flözen wurden geringfügige Vererzungen festgestellt. Die Auffahrungslängen betrugen im Schacht 4 etwa 680 Meter und im Schacht 5 etwa 360 Meter. Zur weiteren Erkundung wurden im Umfeld des Schachtes 5 im Jahr 1948 sechs Tiefbohrungen niedergebracht. Die Arbeiten wurden Ende 1949 ergebnislos eingestellt und die Schächte 1950 verfüllt.

### Oppelschacht
Zwischen August 1946 und März 1947 wurde von dem VEB Steinkohlenwerk Freital der Oppelschacht 3 geteuft. Ziel war der Abbau des Schachtsicherheitspfeilers gewinnbare Teile des 3. Flözes.
Am 17. Oktober 1947 wurde zwischen der Verwaltung der Kohleindustrie Sachsen in Borna und der Militäreinheit mit der Feldpostnummer 27 304 ein Pachtvertrag abgeschlossen. Gepachtet wurde der Schacht mit allen dazugehörenden Anlagen und dem Personal bis zum 31. Dezember 1948.
Alle Untersuchungs-, Ausrichtungs- und Gewinnungsarbeiten im gesamten Revier links der Weißeritz durch den VEB Steinkohlenwerk Freital, mussten ab diesem Datum mit der Militäreinheit abgestimmt werden. Die dem Steinkohlenwerk dadurch entstehenden zusätzlichen Kosten übernahm die Militäreinheit. Dafür und für eventuelle Bergschäden wurde eine Garantiesumme von 300.000 Reichsmark (RM) hinterlegt und ein Vorschuss 200.000 RM für die zusätzliche entstehenden Kosten gezahlt. Die monatliche Pacht betrug 15.000 RM.
Am 22. Oktober 1947 wurde der Schacht übergeben. Die Militäreinheit übernahm auch das Verwaltungsgebäude des Steinkohlenwerkes am Oppelschacht.
Der nur 28 Meter entfernte Wetterschacht (Oppelschacht 2) blieb in der Verwaltung des Steinkohlenwerkes.
Am 29. Juni 1948 gab die Wismut AG den Schacht an das Steinkohlenwerk zurück. Die durchgeführten Untersuchungen, zu deren Zweck auch 797 Meter Strecke aufgefahren wurden, waren ergebnislos geblieben. Die Gebäude im Schachtgelände beanspruchte die Wismut AG weiterhin für sich. Dazu sollte ein neuer Pachtvertrag abgeschlossen werden. Die beiderseitigen finanziellen Ansprüche aus dem alten Pachtvertrag sollten bis zum 1. September 1948 geklärt werden.

### Unteres Revier
Als Unteres Revier wird der Revierteil der Burgker Werke bezeichnet, der sich zwischen der Weißeritz im Westen und dem Revier des Potschappler Aktienvereins im Osten befindet. Hier ist zwischen den Abbauen vom Flözausstrich im Norden und den Bauen der Burgker Werke im Süden ein Restpfeiler mit einer Breite von 50–100 Metern, und einer Länge von 1.000 Metern, mit einer Fläche von 7–8 ha stehen geblieben. Dazu kommt ein Feldesteil des Königlichen Steinkohlenwerkes Zauckerode im Bereich des Stadion des Friedens mit einer Fläche von 3,3 ha. Die Flözmächtigkeit betrug 4–5 Meter.
Die im Juli 1947 begonnen radiometrische Untersuchung des Reviers zeigte sehr schnell positive Ergebnisse. In einem Schreiben vom 7. August 1947 wies Nikolai Maximowitsch Popow, stellvertretender Chef für Wirtschaft der SMA Sachsen, aufgrund einer Verfügung von Konstantin Iwanowitsch Kowal, Stellvertreter des Obersten Chefs der SMAD General Wassili Danilowitsch Sokolowski, den Wirtschaftsressortchef Fritz Selbmann an, den Schacht I (Lichtloch 3 Burgker Weißeritzstolln) Unteres Revier, des VEB Steinkohlenwerk Freital mit allen Anlagen und Personal pachtweise bis zum 31. Dezember 1948 an die Militäreinheit mit der Feldpostnummer 27 304 zu übergeben.
Am 11. August 1947 wurde ein entsprechender Vertrag zwischen der Militäreinheit und der Verwaltung der Kohleindustrie Sachsen in Borna unterzeichnet. Der Wert der übergebenen Anlagen wurde mit 450.000 RM beziffert. Die monatliche Pacht betrug 15.000 RM. Obwohl der Pachtvertrag nur den Schacht I betraf, wurde auch der Schacht II übernommen. Ein weiterer Vertrag wurde allerdings nicht abgeschlossen. Genutzt wurde wahrscheinlich auch die 1945 aufgewältigte Tagesstrecke Unteres Revier. Die Geologin Nekrasova wies im September 1947 für das Grubenfeld 13.279 kg Uran aus. Untersucht und abgebaut wurde das 1. und das 2. Flöz.
Zur Untersuchung des Reviers wurden in der 1. Bohretappe von 1947–1949 12 Tiefbohrungen nieder gebracht.
Neben uranhaltigen Kohlepartien wurde auch die anstehende Energiekohle abgebaut. Die geförderte Kohle wurde auf Anweisung des Stellvertreters des Leiters der Verwaltung der Wismut AG Oberstleutnant Georgi Wassiljewitsch Salimanow der Militäreinheit für die Deckung des eigenen Bedarfs geliefert. Am 28. Juni 1948 wurde zwischen dem Objekt 06 und der Steinkohlenverwaltung Zwickau ein Vertrag über das Waschen von Rohkohle für die Wismut AG in der Döhlener Wäsche geschlossen. Die vertraglich vereinbarten 2.500 t Kohle im Monat lieferte das Objekt 06 aus dem Unteren Revier. Die Wismut AG bezahlt die Wäsche in Höhe der Selbstkosten.
Ende August 1948 wurde der Betrieb des Schachtes I wegen Erschöpfung der Vorräte eingestellt. Im November 1948 will die Leitung des Objektes 06 den Schacht I deshalb wieder an die VVB(Z) Steinkohle Zwickau zurückgeben. In einem Schreiben an Oberstleutnant Salimanow weist diese das Ansinnen zurück. Eine Übernahme des Schachtes I ist nur gemeinsam mit Schacht II möglich. Weiterhin weist die VVB(Z) Steinkohle Zwickau darauf hin, dass die Wismut AG nach der Einstellung des Betriebes, nach der sächsischen Bergpolizeivorschrift für die Sicherung und Verwahrung der Grubenbaue zuständig ist.
Anfang Januar 1949 ist die Wismut AG bereit das Untere Revier mit den Schächten I und II dem Werk Freital unter der Bedingung der Lieferung von 9.000 t Kohle innerhalb von 18 Monaten zurückzugeben. Diese Bedingungen wurden vom Werk Freital, mangels Zuständigkeit, abgelehnt. In der Folge drohte die Wismut AG den Schacht II im März vollständig zu demontieren. Sollte der Schacht zur Kohlegewinnung wieder geöffnet werden würde die Wismut AG ihre Aufwendungen für den Schacht in Höhe von 1,5 Mill. DM gegenüber dem VVB(Z) Steinkohle Zwickau geltend machen.
Am 25. März 1949 wurden die Schächte I und II übergeben. Die der Wismut gehörende Anlagen und Material wurden von der VVB(Z) Steinkohle Zwickau käuflich übernommen. Die beiderseitigen finanziellen Ansprüche aus dem Pachtvertrag sollten bis zum 1. Juli 1949 geklärt werden. Die Wismut AG erhält aus dem Unteren Revier 6.000 t Rohkohle und 2.500 t gewaschene Kohle in monatlicher Stückelung von 500 t zum Tagespreis ab Mai 1949. Der Übergabevertrag wurde am 3. Mai 1949 unterzeichnet.
Die Wismut förderte zwischen August 1947 und März 1949 ca. 60.000 t Kohle. Dabei fuhr sie, entgegen den Vorschriften, auch im Sicherheitspfeiler der Weißeritz mehrere Strecken zwischen +98,4 m NN und 52,9 m NN teilweise bis unmittelbar an die alten Baue des Königlichen Steinkohlenwerkes Zauckerode auf. Mit zwei Strecken wurde die Weißeritz unterquert und die ehemaligen Häuser an der Albert-Schweitzer Straße bei +95 m NN unterfahren. Über ein Uranausbringen des Reviers ist nichts bekannt.
Nach dem Auslaufen des Steinkohlenabbaus im Jahr 1953 unterzog die SDAG Wismut 1954/55 den Ostteil des Unteren Reviers erneut einer Untersuchung. Sie nutzte dazu den Schacht 3 und den Bremsberg 203. Die aufgefahrenen Untersuchungsstrecken erreichten im Westen das Gebiet des Schachtes 1. Im Vorfeld dieser Untersuchungen wurden in der 2. Bohretappe von 1951–1953 15 Bohrungen nieder gebracht.

### Revier Heidenschanze
Obwohl das Revier als Heidenschanze bezeichnet wird, befindet es sich auf dem südlich der Heidenschanze gelegenen Höhenzuges des Collm. Im Frühjahr 1948 begannen am Nordrand der Lagerstätte, am Collm, Emanationsaufnahmen. Diese führten am Pietzschstolln und am Clausstolln zum Erfolg. Zwischen beiden Stolln wurden nahe am Ausgehenden 1883 Partien des 1. Flözes abgebaut. Unmittelbar nach dem Auffinden der Vererzung begann man mit dem Auffahren von zwei Fallorten vom Flözausstrich aus. Der Fallort 200 (Schacht 95) wurde im 2. Flöz und der Fallort 300 (Schacht 112) im 3. Flöz unteres Paket (5. Flöz) aufgefahren. Zum weiteren schnellen Aufschluss der Lagerstätte wurden die Schürfe 84 und 85 geteuft. Noch im Jahr 1948 wurde die erste uranhaltige Kohle abgebaut. Für das Revier wurden 24 t Uran Bilanzvorräte und 100 t Uran als prognostische Vorräte angegeben.
Zur Untersuchung des Reviers wurden in der 1. Bohretappe in den Jahren 1948/49 64 Tiefbohrungen nieder gebracht.
Im Jahr 1949 wurden am Nordrand der Lagerstätte die Schürfe 40 (Schacht 193), 50 (Schacht 195) und 60 (Schacht 192) sowie ein Wetterschacht (Schacht 194) geteuft. Im äußersten Nordosten wurde der Fallort 350 im 5. Flöz aufgefahren. Weiterhin wurden der Clausschacht und der Coschützer Tagesschacht aufgewältigt. Mit dem Schacht 8 (Schacht 269) wurde die Teufe eines Zentralschachtes begonnen. Die Abbaue bewegten sich im 1., 2., 3. und 5. Flöz.
Das Problem der Aufbereitung der Erzkohle wurde erst im Frühjahr 1949 gelöst. In der Folge wurde die Döhlener Wäsche umgebaut und ab 1950 als Fabrik 93 zur Uranaufbereitung genutzt. Die bis dahin im Revier Heidenschanze geförderten 90.000 t Erzkohle wurden deshalb auf dem Plateau des Collm aufgehaldet. Die pyritische Kohle neigte stark zur Selbstentzündung. Die anhaltenden Kohlebrände führten zu einer starken Rauchbelastung und führten permanent zu Beschwerden der Bevölkerung.
Die Vorratsberechnung zum 1. Januar 1950 wies für das Revier 516 t Bilanzvorräte und 1.350 t prognostische Vorräte aus. Im Revier arbeiteten zu diesem Zeitpunkt 1.486 Beschäftigte. Der Schacht 8 wurde mit dem Erreichen der 4. Sohle dem Abbau übergeben. Die Erzförderung überstieg weiterhin die Kapazität der Aufbereitung. Damit nahm die Menge der brennenden Kohlehalden zu.
In der 2. Bohretappe zwischen 1951 und 1953 wurden im Revier 70 Tiefbohrungen nieder gebracht. Speziell wurde das Feld südlich des Emma- und des Moritzschachtes untersucht. Der Schacht 8 wurde bis zur 9. Sohle bei −56,00 m NN geteuft. Die Auffahrungslänge auf beiden Sohlen betrug insgesamt allerdings nur 240 Meter. Am Ostrand der Lagerstätte, im Bereich der Pietzschschächte wurde 1952 ein Wetterschurf geteuft. Auf der 7. Sohle wurde eine Strecke im Westfeld bis zur Grenze der Bauwürdigkeit aufgefahren. Als Flucht- und Wetterschacht wurde zusätzlich am Westrand des Reviers ab 1952 der Schacht 4 (Schacht 361) geteuft. 1953 wurde der am Nordrand der Lagerstätte liegende nicht mehr benötigte Schurf 50 und der Wetterschacht (Schacht 194) abgeworfen.
Um den Schacht 4 mit dem Revier Heidenschanze zu verbinden, wurde 1954 auf der 1. Sohle des Schachtes, bei 50 m NN, eine Strecke Richtung Norden aufgefahren. Die Verbindung wurde dann mit einem Überhauen zur 5. Sohle im Feld Heidenschanze, bei 67 m NN, hergestellt. Zur Untersuchung der im südlichen Feld im Bereich der 3 Sprünge des Roten Ochsen liegenden zersplitterten Kohlefelder wurde auf der 2. Sohle des Schachtes 4 ein Querschlag in den ersten Sprung bei 10 m NN aufgefahren. Zum selben Zweck wurde auf der 7. Sohle des Feldes Heidenschanze ein Querschlag nach Süden aufgefahren. Im Bereich des Kohlefeldes des ersten Sprunges kam es dann zum Durchschlag beider Strecken. Im Laufe des Jahres zeichnete sich die Einstellung des Bergbaus ab. Abgebaut wurden nur noch Rest- und Splitterflächen. Alle Untersuchungsarbeiten und neue Vorrichtungsbaue wurden zum Jahresende eingestellt. Hintergrund ist die nach wie vor mangelnde Kapazität der Aufbereitung. In den ständig brennenden Kohlehalden auf dem Plateau des Collm entstanden bei bis zu 1.000 °C Verbrennungstemperatur, schwer lösliche Uranverbindungen. Zu der Rauchgasbelästigung der Bevölkerung kamen massive Bergschäden, in deren Folge 50 Mehrfamilienhäuser geräumt werden mussten. Ausschlaggebend für die Einstellung der Arbeiten war letztendlich die Entdeckung der Ronneburger Lagerstätte. Der letzte Abbau wurde im Dezember 1954 gefahren. Mit dem Beginn der Verwahrung der Tagesöffnungen wurden die Schürfe 84, 85 und 40 sowie der Fallort 200 abgeworfen.
Im Jahr 1955 wurden die offenen Grubenbaue konserviert. Um Grubenbrände zu vermeiden, wurden die Stöße mit Kalkmilch gestrichen. Zum 31. Dezember wurden die Grubenbaue, sowie die Schächte 4 und 8, der Schurf 60, der Wetterschurf und die Fallorte 300 und 350 dem VEB Steinkohlenwerk Freital übergeben.
Zwischen 1948 und 1954 wurden ca. 347.000 t Erzkohle mit einem Inhalt von 278 t Uran gewonnen. Die Vorräte für das Revier wurden 1968 mit 812 t Uran angegeben. Inwieweit Energiekohle für den Eigenbedarf gefördert wurde, ist nicht bekannt.

### Revier Gittersee
Das Revier Gittersee umfasst die Kohlefelder des Potschappler Aktienvereins und der Burgker Werke. Nachdem die Tiefbohrungen eine Vererzung im 1. sowie 3./4. Flöz nachgewiesen hatten und die Erschöpfung der Vorräte im Revier Heidenschanze absehbar war, beschloss die Wismut AG im Jahr 1952 die Übernahme der in der Teufe befindlichen Schächte 1 und 2 des VEB Steinkohlenwerkes Freital. Am 7. Juni 1952 wurde ein entsprechender Vertrag zwischen der VVB Steinkohle Zwickau und der Wismut AG unterzeichnet. Die Wismut AG zahlte eine Entschädigung in Höhe von 1.352.693,60 DM. Mit der Übernahme wurden die Schächte in die Wismut-Schachtnummerierung einbezogen. Schacht 1 erhielt die Nummer 358 und Schacht 2 die Nummer 358bis.
Die Schächte wurden unmittelbar am Bahnhof Gittersee der Windbergbahn geteuft. Der Schacht 1 hatte eine Teufe von 177,30 m und der Schacht 2 eine Teufe von 142,05 m erreicht. Im selben Jahr wurde in Freital-Burgk mit der Teufe des Schachtes 3 (Schacht 360), 17 Meter westlich des Bergerschachtes begonnen. In der Leisnitz wurde eine Tagesstrecke als Flucht- und Wetterweg für den Schacht 3 aufgefahren. Die Strecke wurde als Schacht 5 (Schacht 361bis) bezeichnet.
Am 1. Januar 1953 erreichte Schacht 1 bei 238 Metern seine Endteufe. Schacht 2 erreichte die Endteufe bei 231,60 Metern am 1. Februar 1953. Das Revier wurde auf 2 Sohlen untersucht. Ziel war ein nicht abgebautes Feld des Potschappler Aktienvereins südwestlich der Schächte. Vom Schacht 3 aus wurde ebenfalls auf 2 Sohlen das nördlich im Roten Ochsen liegende Feld des Potschappler Aktienvereins im Bereich des Erdmuthenschachtes und des Friedrich August Schachtes untersucht. Im Westen erreichten die Auffahrungen das Untere Revier. Der Schacht 3 wurde auf der 2. Sohle mit der 1. Sohle der Schächte 1 und 2 verbunden.
Ende des Jahres 1954 wurden alle Arbeiten eingestellt und das Revier zum 31. Dezember 1955 dem VEB Steinkohlenwerk Freital übergeben. Eine Erzgewinnung hat nicht stattgefunden.

### Schweinsdorf
An der Einmündung des Schweinsdorfer Baches in die Weißeritz wurde 1948 ein 109 Meter langer Fallort im Schweinsdorfer Flöz aufgefahren. Das Flöz besteht hier aus einer 0,50 Meter mächtigen Brandschieferlage. Der Urangehalt betrug 0,08 Prozent. Die Arbeiten wurden noch im selben Jahr eingestellt.

## Bergschäden
In der Literatur werden für den Bergbau der Wismut AG im Bereich Heidenschanze der Abriss von 50 Mehrfamilienhäusern aufgrund von Bergschäden zugeordnet. Tatsächlich fehlen 1960 im Bereich der Potschappler Straße und südlich davon 20 Häuser. 5 von diesen Häusern werden 1945 als durch Kriegsereignisse total zerstört deklariert. Der Abriss von 50 Häusern ist nicht belegbar. Alle Häuser standen allerdings im Bereich des Altbergbaus des Gitterseer Steinkohlenbauvereins. Diese Bergschäden sind damit nicht direkt der Wismut zuordenbar. Sie sind die Folge der Absenkung des Flutungswassers in dem alten Grubengebäude. Ab ca. 1951 wurde der Wasserspiegel um 155 Meter abgesenkt. Mit der Aufwältigung des Meiselschachtes durch den VEB Steinkohlenwerk Freital im Jahr 1959 wurde der Wasserspiegel um weitere 210 m abgesenkt. Erst mit der Aufgabe des Meiselschachtes 1964 und der Flutung des Reviers stieg das Grubenwasser bis 75 Meter unter den Stand von 1945.

## Lagerstätte Niederpöbel
Die Lagerstätte Niederpöbel wurde durch die geologische Abteilung des Objektes 06 bei der Revision alter Halden im August 1948 entdeckt. Die Lagerstätte wurde mit zwei Schächten, zwei Blindschächte und mehreren Schürfen auf 9 Sohlen erschlossen und bis 1954 abgebaut. Gewonnen wurden 30 t Uran.

## Lagerstätte Bärenhecke
Die Lagerstätte Bärenhecke wurde durch die geologische Abteilung des Objektes 06 bei der Revision alter Halden im September 1948 entdeckt. Sie wurde mit einem Schacht und einem Blindschacht auf 11 Sohlen erschlossen und bis 1954 abgebaut. Gewonnen wurden 44 Tonnen Uran.

## Lagerstätte Johnsbach
Die Lagerstätte Johnsbach wurde durch die geologische Abteilung des Objektes 06 bei Emanationsaufnahmen 1949 entdeckt. Sie wurde mit zwei Schächten und drei Schürfen auf 5 Sohlen erschlossen.